# Tall Afar
Tall Afar jest irackim miastem leżącym na północy tego kraju w prowincji Niniwa, 45 km na zachód od Mosulu.
Zdecydowaną większość mieszkańców stanowią Turkmeni.